# ممفيس بال مور
ممفيس بال مور (بالإنجليزية: Memphis Pal Moore)‏ مواليد 28 يوليو 1894 في كنتون - الوفاة 15 مارس 1953 في ممفيس، كان ملاكم محترف أمريكي صنّف ضمن فئة وزن الديك.

## إحصائيات
خاض خلال مسيرته 251 نزالا، فاز في 159 وتعادل في 39 وخسر في 52. فاز بالضربة القاضية في 10 نزالا.

## روابط خارجية
- ممفيس بال مور على موقع بوكس ريك (الإنجليزية) (registration required)